# کلدیمار ماگالیاز سیلوا
کلدیمار ماگالیاز سیلوا (به پرتغالی: Cleidimar Magalhães Silva) مهاجم اهل برزیل است که در شهر Itabira، میناس گرایس و در تاریخ ۱۰ سپتامبر ۱۹۸۲ به دنیا آمده‌است.
کلدیمار ماگالیاز سیلوا در تیم‌های فوتبال Juventude سابقهٔ حضور دارد.